# Graphe prismatique
En théorie des graphes, un graphe prismatique ou graphe prisme est un graphe qui correspond au squelette d'un prisme.

## Exemples
Les graphes prismatiques sont des exemples de graphes de Petersen généralisés, avec des paramètres {\displaystyle GP(n,1)}. Ils sont aussi notés {\displaystyle Y_{n}}.
Les graphes prismatiques portent le nom du solide associé :
- {\displaystyle Y_{3}} : Graphe prismatique triangulaire – 6 sommets, 9 arêtes
- {\displaystyle Y_{4}} :  Graphe cubique – 8 sommets, 12 arêtes
- {\displaystyle Y_{5}} :  Graphe prismatique pentagonal – 10 sommets, 15 arêtes
- {\displaystyle Y_{6}} :  Graphe prismatique hexagonal – 12 sommets, 18 arêtes
- {\displaystyle Y_{7}} :  Graphe prismatique heptagonal – 14 sommets, 21 arêtes
- {\displaystyle Y_{8}} : Graphe prismatique octogonal – 16 sommets, 24 arêtes

| Y3 = GP(3,1) | Y4 = Q3 = GP(4,1) | Y5 = GP(5,1) | Y6 = GP(6,1) | Y7 = GP(7,1) | Y8 = GP(8,1) |
Les polygones étoilés, forment géométriquement aussi les faces d'une suite de polyèdres prismatiques (auto-sécants et non convexes) ; les graphes de ces prismes étoilés sont isomorphes aux graphes prismatiques et ne forment pas une suite séparée de graphes.

## Construction
Les graphes prismatiques sont des exemples de graphes de Petersen généralisés, avec des paramètres {\displaystyle GP(n,1)}. Ils peuvent également être construits comme le produit cartésien d'un graphe cycle avec une seule arête.
Comme de nombreux graphes sommet-transitifs, les graphes prismatiques peuvent également être construits comme des graphes de Cayley. Le groupe diédral d'ordre n est le groupe de symétries d'un polygone régulier de taille {\displaystyle n} dans le plan ; le groupe agit sur le polygone par rotations et réflexions. Il peut être engendré par deux éléments, une rotation d'un angle de {\displaystyle 2\pi /n} et une seule réflexion, et son graphe de Cayley avec cet ensemble de générateurs est le graphe prismatique. De manière abstraite, le groupe a la présentation {\displaystyle \langle r,f\mid r^{n},f^{2},(rf)^{2}\rangle } (où {\displaystyle r} est une rotation et {\displaystyle f} est une réflexion ou un retournement) et le graphe de Cayley a {\displaystyle r} et {\displaystyle f} (ou {\displaystyle r}, {\displaystyle r^{-1}} et {\displaystyle f}) comme générateurs.
Les graphes de prismes polygonaux avec des valeurs impaires de n peuvent être construits comme des graphes circulants {\displaystyle C_{2n}^{2,n}}. Cette construction ne s'applique pas les valeurs paires de {\displaystyle n} .
Le graphe d'un prisme polygonal possède {\displaystyle 2n} sommets et {\displaystyle 3n} arêtes. Ce sont des graphes réguliers cubiques. Puisque le prisme a des symétries envoyant chaque sommet sur tout autre sommet, les graphes prismatiques sont des graphes sommet-transitifs. En tant que graphes polyédriques, ce sont également de graphes planaires 3-sommets-connexes. Chaque graphe prismatique possède un cycle hamiltonien.
Parmi tous les graphes cubiques biconnexes, les graphes prismatiques ont, à un facteur constant près, le plus grand nombre possible de 1-factorisations. Une 1-factorisation est une partition de l'ensemble des arêtes du graphe en trois couplages parfaits ou, de manière équivalente, une coloration des arêtes du graphe avec trois couleurs. Chaque graphe cubique à {\displaystyle n} sommets biconnexe possède {\displaystyle O(2^{n/2})} 1-factorisations, et les graphes prismatiques ont {\displaystyle \Omega (2^{n/2})} 1-factorisations.
Le nombre d'arbres couvrants d'un graphe de prisme de taille {\displaystyle n} est donné par la formule :
{\displaystyle {\frac {n}{2}}{\bigl (}(2+{\sqrt {3}})^{n}+(2-{\sqrt {3}})^{n}-2){\bigr .}}
Pour n = 3, 4, 5, ... ces nombres sont
75, 384, 1805, 8100, 35287, 150528, ...( suite A006235 de l'OEIS).
Les graphes prismatiques de polygones de taille  n sont des cubes partiels. Ils forment l'une des rares familles infinies connues de graphes cubiques partiels et, à l'exception de quatre exemples sporadiques, ce sont les seuls cubes partiels cubiques sommet-transitifs.
Le prisme pentagonal est l'un des mineur exclus pour les graphes de largeur arborescente égale à 3.  Le prisme triangulaire et le graphe cubique ont une largeur d'arbre exactement égale à 3, et tous les graphes prismatiques plus grands ont une largeur d'arbre 4.

## Graphes associés
D'autres suites infinies de graphes polyédriques formés de manière similaire à partir de polyèdres avec une base de polygones réguliers sont les graphes graphes d'antiprismes, les graphes roues (graphes de pyramides). D'autres graphes polyédriques sommet-transitifs incluent les graphes d'Archimède .
Si les deux cycles d'un graphe prismatique sont ouverts par la suppression d'une seule arête à la même position dans les deux cycles, le résultat est un graphe en échelle . Si ces deux arêtes supprimées sont remplacées par deux arêtes croisées, le résultat est un graphe non planaire appelé échelle de Möbius. 